# Tom Medina
Tom Medina és una pel·lícula franco-suïssa dirigida per Tony Gatlif, estrenada el 2021.

## Argument
A la mística Camarga, Tom Medina arriba del correccional en llibertat vigilada a casa d'Ulysse, un home amb un gran cor que li ensenya l'ofici de pastor. Tom aspira a convertir-se en una bona persona, però es troba amb una hostilitat que l'envolta, que no canvia cap a ell. Quan es creua amb Suzanne, que ha estat separada de la seva filla, en Tom se sent disposat a crear la seva pròpia justícia i venjar-se del món.

## Repartiment
- David Murgia : Tom Medina
- Suzanne Aubert : Suzanne
- Slimane Dazi : Ulysse
- Karoline Rose Sun : Stella

## Crítiques
A França, el lloc Allociné enumera una mitjana de 3,1/5 per a les revisions de premsa.

## Distincions
Al 74è Festival Internacional de Cinema de Canes va participar en la secció Cinéma de la Plage.